# Malin (Mysłaków)
Malin – część wsi Mysłaków w Polsce położona w województwie łódzkim, w powiecie łowickim, w gminie Nieborów.
W latach 1975–1998 Malin administracyjnie należał do województwa skierniewickiego.